# Grammorhoe latirupta
Grammorhoe latirupta är en fjärilsart som beskrevs av Walker 1866. Grammorhoe latirupta ingår i släktet Grammorhoe och familjen mätare. Inga underarter finns listade i Catalogue of Life.